# Ewald Geißler (Germanist)
Ewald Ludwig Geißler (auch Geissler geschrieben; * 18. Januar 1880 in Dresden; † 26. Februar 1946 in Erlangen) war ein deutscher Rhetoriker und Germanist.

## Akademische Karriere
Geißlers Vater, der ebenfalls Ewald hieß, war Professor der Chemie an der Tierärztlichen Hochschule Dresden. Der Sohn besuchte von 1890 bis 1899 das Dresdner Gymnasium zum heiligen Kreuz, wo er das Abitur ablegte. Anschließend studierte er Theologie und später nur noch Germanistik und Philosophie an den Universitäten Heidelberg, Berlin, Leipzig und Erlangen. Beim Leipziger Professor für Vortragskunst Martin Seydel lernte er Theorie und Praxis des gesprochenen Wortes. Während seines Studiums wurde er Mitglied beim Verein Deutscher Studenten (VDSt) Erlangen. An der Universität Erlangen promovierte Geißler 1904 zum Doktor der Philosophie, seine Dissertation behandelte „Das empirische Ich oder die Menschen in der Fichtischen Philosophie“.
Im Dezember 1905 wurde er zum Lektor für Vortragskunst an der Universität Halle-Wittenberg ernannt, wo er Sprecherziehung, Rhetorik, Phonetik und Rezitation lehrte. Damit legte er die Grundlagen für das von seinem Nachfolger Richard Wittsack gegründete Hallenser Institut für Sprechkunde. 1917 wechselte Geißler auf eine Lektorstelle für Vortragskunst an der Universität Erlangen. Nach dem Ersten Weltkrieg habilitierte er sich 1925 bei Franz Saran in Erlangen für „Deutsche Sprachkunst“, eine Disziplin, die seinerzeit Rhetorik, Phonetik, Metrik, Stilistik und Ästhetik umfasste. Geißlers 1925 und 1934 in zwei Bänden veröffentlichte „Erziehung zur Hochsprache“ gilt als sein Hauptwerk. 1932 wurde er außerplanmäßiger Professor für deutsche Sprechkunst in Erlangen, 1939 erfolgte die Ernennung zum (ordentlichen) Professor.

## Politische Aktivitäten
1918/19 war Ewald Geißler Leiter der Ortsgruppe Erlangen des Deutschnationalen Jugendbundes. Am 1. März 1928 trat er dem Stahlhelm, Bund der Frontsoldaten bei, dessen Ortsgruppe Erlangen er von 1929 bis 1933 leitete. Während der Zeit des Nationalsozialismus erlag Geißler diesem völlig. So trat er dem Kampfbund für deutsche Kultur bereits zu dessen Gründungszeit ein. Dem Nationalsozialistischen Lehrerbund (NSLB) trat Geißler am 1. Mai 1933 bei. Als der Stahlhelm, Bund der Frontsoldaten 1934 in die SA überführt wurde, wurde Geißler SA-Obertruppführer und stellvertretender Ortsgruppenleiter. Zudem war er Weltanschaulicher Schulungsleiter des SA-Sturm 23/R19. 1934 wurde er Mitglied der NSV. Der NSDAP trat er zum 1. Mai 1937 bei (Mitgliedsnummer 5.499.029), Mitglied im NS-Dozentenbund war er ab 1940. Der Tübinger Germanist Gerd Simon bezeichnet Geißler als den „Star-Rhetoriker des 3. Reichs“.

## Sprachpflegerische Aktivitäten
Ewald Geißler war aktiver Sprachpfleger und als solcher seit 1929 außerordentliches Mitglied des Pegnesischen Blumenordens. Zu der Zeit des Nationalsozialismus galt Geißler, Vorstandsmitglied des Allgemeinen Deutschen Sprachvereins (ADSV), als Autorität für Sprach- und Stilfragen Gemeinsam mit Erich Gierach wirkte Ewald Geißler deshalb im nationalsozialistischen Sinne bei der Gründung des Deutschen Sprachpflegeamts mit.

## Privatleben
Geißler heiratete 1906 in Berlin die Kaufmannstochter Gertrude Voigt. Das Paar blieb kinderlos. Nach dem Ende der Zeit des Nationalsozialismus begingen sie am 26. Februar 1946 gemeinsam Suizid.

## Veröffentlichungen
- Das empirische Ich oder die Menschen in der Fichtischen Philosophie. Inauguraldissertation. Borna & Leipzig: Robert Noske, 1904.
- Rhetorik. Richtlinien für die Kunst des Sprechens. Leipzig: Teubner, 1910.
- Über die Kunst der freien Aussprache. Berlin: J. Harrwitz Nachf., 1912.
- Anweisungen zur Kunst der Rede. Leipzig: Teubner, 1914.
- Was ist deutsch? Versuch einer Selbstbesinnung im Deutschen Kriege. Halle a.d. Saale: Schroedel, 1914.
- "Der Krieg als Spracherzieher." In: Zeitschrift des Allgemeinen Deutschen Sprachvereins 30/1915. S. 97–103.
- Die gute deutsche Aussprache. Ihre Entwicklung, ihre Forderungen. Halle a.d. Saale: Niemeyer, 1925.
- Erziehung zur Hochsprache. Halle a.d. Saale: Karras, Kröber & Nietschmann, 1925.
- Der Schauspieler. Berlin: Bühnenvolksbundverlag, 1926.
- Paneuropa in der deutschen Dichtung der Gegenwart. Langensalza: H. Beyer & Söhne, 1930.
- Nationale Freiheit und Dichtung. Langensalza: Beyer, 1931.
- Vom deutschen Stil. Lockrufe und Warnungen. In: Der Große Duden – Stilwörterbuch der deutschen Sprache. Leipzig: Bibliographisches Institut AG, 1934.
- "Lehrgänge in deutscher Redekunst." In: Deutsche Akademie. Mitteilungen 2/1935. S. 360–373.
- Sprachpflege als Rassenpflicht. Berlin: Deutscher Sprachverein, 1937.
- Vom deutschen Stil. Lockrufe und Warnungen. Leipzig: Bibliographisches Institut, 1937.
- "Wortkunst als Rassenausdruck." In: Nationalsozialistisches Bildungswesen 2/1938. S. 65–80.